# مغشاة
المِغْشَاةُ هي نوع من الجوارب تغطي القدمين والساقين حتى الركبة. ملحق أزياء لملابس الطقس البارد أو الدافئ غير الرسمية والكلاسيكية. عادة ما ترتديه النساء في العديد من المجتمعات، في بعض الأحيان يتم ارتداؤها بالزي شبه الرسمي الحديث. على عكس الجوارب العادية، فهي مصنوعة بشكل عام من النايلون أو مواد تخزين أخرى. كانت هناك أيضًا أنواع واستخدامات مختلفة للمغشاة للرجال.